# Schinhorn
Lo Schinhorn (3.797 m s.l.m.) è una montagna delle Alpi Bernesi.

## Descrizione
Si trova nel Canton Vallese tra il Distretto di Briga ed il Distretto di Westlich Raron. Si può salire sulla vetta partendo dal rifugio Hollandiahütte (3.240 m).